# Sperietoarea
Sperietoarea (titlul original: în engleză Scarecrow) este un film american din 1973 cu Gene Hackman și Al Pacino în rolurile principale. Filmul este regizat de Jerry Schatzberg după un scenariu de Garry Michael White.

## Distribuție
- Gene Hackman – Max Millan
- Al Pacino – Francis Lionel "Lion" Delbuchi
- Eileen Brennan – Darlene
- Dorothy Tristan – Coley
- Ann Wedgeworth – Frenchy
- Richard Lynch – Riley
- Penelope Allen – Annie Gleason
- Richard Hackman – Mickey Greenwood
- Al Cingolani – Skipper
- Rutanya Alda –

## Legături externe
- Sperietoarea la CineMagia